# Эванс, Джин
Джин Эванс (англ. Gene Evans; 21 июля 1922, Холбрук, Аризона — 1 апреля 1998, Джексон, Теннесси, США) — американский актёр, ветеран Второй Мировой войны.

## Биография

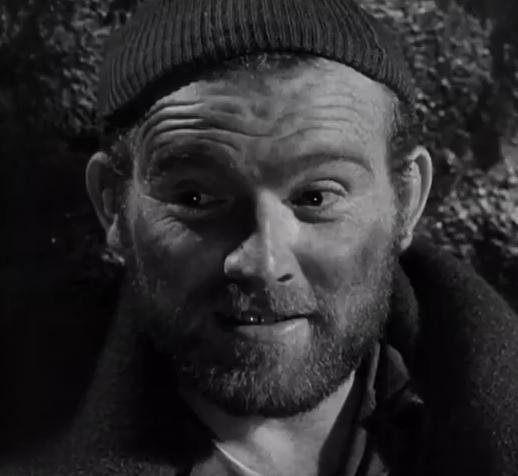
За роль сержанта Рока в фильме «Примкнуть штыки!» Эванс получал $ 2 500 за неделю съёмок

Юджин Бартон Эванс родился в Холбруке, штат Аризона, вырос в Колтоне, штат Калифорния, где его родители управляли небольшим продуктовым магазином. Впервые начал выступать в Playhouse Pasadena, некоторое время работал посудомойщиком, вышибалой и плотником.

## Карьера
В 1951 году Эванс пришёл на пробы на главную роль в фильме «Стальной шлем». Режиссёр Сэмюэл Фуллер описал встречу с актёром в своих мемуарах «A Third Face»: он бросил Джину винтовку M1 Garand, тот поймал её и осмотрел, как это сделал бы солдат. Во время Второй Мировой войны Эванс служил в инженерных войсках и имел опыт обращении с оружием. Фуллер взял актёра на главную роль, отказав при этом главному претенденту — Джону Уэйну. При этом, продюсер Роберт Липпет желал видеть в главной роли Ларри Паркса, но режиссёр смог отстоять своего кандидата. В дальнейшем Эванс снимался и в других фильмах Фуллера — «Примкнуть штыки!», «Ад в открытом море», «Шоковый коридор» и «Парк Роу», для главной роли в котором Джину пришлось сбросить 30 кг веса.

«Я никогда не был кинозвездой. Звезда как чемпион мира, который борется один или два раза в год, потому что это все, что он должен делать. Я был больше похож на бойца из клуба, которому приходилось бороться хотя бы раз в месяц, иначе он умрёт от голода.»
— Джин Эванс в одном из своих интервью
На закате своей карьеры, в 80-х годах, Эванс купил ферму и 50 акров леса в штате Теннесси. В 1990 актёр продал свой дом в Калифорнии и стал жить на ферме.

## Смерть
Джин Эванс умер в возрасте 75 лет от сердечной недостаточности в общей больнице округа Джексон-Мэдисон в Джексоне, штат Теннесси, с 1 апреля 1998 года. Он был похоронен в Хайлендском мемориальном саду, также расположенном в Джексоне.

## Избранная фильмография
| Год       |    | Русское название                 | Оригинальное название       | Роль                                                                         |
| --------- | -- | -------------------------------- | --------------------------- | ---------------------------------------------------------------------------- |
| 1948      | ф  | Берлинский экспресс              | Berlin Express              | солдат в поезде (в титрах не указан)                                         |
| 1950      | ф  | Асфальтовые джунгли              | The Asphalt Jungle          | полицейский (в титрах не указан)                                             |
| 1950      | ф  | Ограбление инкассаторской машины | Armored Car Robbery         | Уильям (Эйс) Фостер                                                          |
| 1951      | ф  | Штормовое предупреждение         | Storm Warning               | член Ку-клукс-клана (в титрах не указан)                                     |
| 1951      | ф  | Туз в рукаве                     | Ace in the Hole             | помощник шерифа                                                              |
| 1951      | ф  | Сила оружия                      | Force of Arms               | сержант Макфи                                                                |
| 1951      | ф  | Стальной шлем                    | Steel Helmet                | сержант Зак                                                                  |
| 1951      | ф  | Примкнуть штыки!                 | Fixed Bayonets!             | сержант Рок                                                                  |
| 1953      | ф  | Мозг Донована                    | Donovan's Brain             | доктор Фрэнк Шратт                                                           |
| 1954      | ф  | Ад в открытом море               | Hell and High Water         | старший помощник Холтер                                                      |
| 1954      | ф  | Королева скота из Монтаны        | Cattle Queen of Montana     | Том Маккорд                                                                  |
| 1955      | ф  | Побег                            | Crashout                    | Мейнард «Монк» Коллинз                                                       |
| 1957      | ф  | Лётчик                           | Jet Pilot                   | сержант на взлётной полосе (в титрах не указан)                              |
| 1958      | ф  | Бравадос                         | The Bravados                | Джон Батлер                                                                  |
| 1959      | ф  | Бегемот, морской монстр          | Behemoth, the Sea Monster   | Стив Карнс                                                                   |
| 1959—1965 | с  | Сыромятная плеть                 | Rawhide                     | Уэс Томас, Том Уилсон, Сэм Харгис, Гас Корнелиус, сержант Пайк, Ройал К. Шоу |
| 1960—1970 | с  | Бонанза                          | Bonanza                     | Энди Фулмер, Лукас Роквелл, Монтана Перкинс                                  |
| 1962      | с  | Альфред Хичкок представляет      | Alfred Hitchcock Presents   | Нед Мэлли                                                                    |
| 1963      | ф  | Шоковый коридор                  | Shock Corridor              | Боден                                                                        |
| 1966      | с  | Перри Мейсон                     | Perry Mason                 | шериф «Лось» Далтон                                                          |
| 1967      | ф  | Боевой фургон                    | The War Wagon               | заместитель Хоаг                                                             |
| 1969      | ф  | Поддержите своего шерифа!        | Support Your Local Sheriff! | Том Дэнби                                                                    |
| 1970      | ф  | Баллада о Кэйбле Хоге            | The Ballad of Cable Hogue   | Клет                                                                         |
| 1970      | ф  | Жил-был обманщик                 | There Was a Crooked Man...  | полковник Вольфф                                                             |
| 1972      | ф  | Пэт Гэрретт и Билли Кид          | Pat Garrett & Billy The Kid | мистер Хоррелл                                                               |
| 1974      | ф  | Дьявол отсчитал пять             | Devil Times Five            | Папа Док                                                                     |
| 1978      | ф  | Магия Лесси                      | The Magic of Lassie         | шериф Эндрюс                                                                 |
| 1979      | с  | Даллас                           | Dallas                      | Гаррисон Саутворт                                                            |
| 1979      | с  | Ангелы Чарли                     | Charlie's Angels            | Джеймс Уэбнер                                                                |
| 1981      | с  | Супруги Харт                     | Hart to Hart                | Рэй Дадли                                                                    |
| 1982      | с  | Чертова служба в госпитале МЭШ   | M*A*S*H                     | Клейтон Кибби                                                                |
| 1984—1986 | с  | Она написала убийство            | Murder, She Wrote           | Нильс Хайлендер, Отто Фрай                                                   |
| 1985      | с  | Команда «А»                      | The A-Team                  | охотник за головами Дэрроу                                                   |
| 1987      | тф | Аламо: 13 дней славы             | The Alamo: 13 Days To Glory | Макгрегор                                                                    |